# Gaillardiella pezizoides
Gaillardiella pezizoides är en svampart som beskrevs av Pat. 1895. Gaillardiella pezizoides ingår i släktet Gaillardiella och familjen Nitschkiaceae.   Inga underarter finns listade i Catalogue of Life.